# Hypena stenocrossa
Hypena stenocrossa là một loài bướm đêm trong họ Erebidae.